# Saucrosmylidae
Saucrosmylidae (лат.) — семейство вымерших насекомых из отряда сетчатокрылых. Время существования ограничивается юрским периодом (170,3—157,3 млн лет назад). К настоящему времени[когда?] в семействе описано девять видов в составе восьми родов. Все они были найдены отложениях средней юры Китая, за исключением Thaumatomerobius mirabilis, который происходит из средней юры Сибири. Для некоторых представителей семейства была характерна маскировочная окраска крыльев, делавшая их похожими на листья беннеттитовых и саговников. Saucrosmylidae сближают с двумя другими юрскими семействами сетчатокрылых: Grammolingiidae и Panfiloviidae.